# ریدال
ریدال (به سوئدی: Rydal) یک منطقهٔ مسکونی در سوئد است که در بخش مارچ شهرستان وسترا یوتلاند واقع شده‌است. ریدال ۰٫۵۵ کیلومتر مربع مساحت و ۴۰۲ نفر جمعیت دارد.